# Сахновська Мірра Пилипівна
Мірра Пилипівна Сахновська (уроджена Мар'ям Файвелівна Гетц; 1897—1937) — радянська військова розвідниця.

## Біографія
Мар'ям Файвелівна (Мірра Пилипівна) Гетц народилася у Вільно 12 червня (за старим стилем) 1897 року в сім'ї колезького радника Файвела (Меєра-Файвела) Бенцелевича Гетца (1850, Расейняй — 31 грудня 1931) та Хаї Самуїлівни Гетц. Батько, випускник філологічного відділення Дерптського університету та Інституту східних мов у Санкт-Петербурзі (1887), працював окружним інспектором єврейських шкіл Віленської губернії, публікувався в періодичних виданнях івритом, російською та німецькою мовами; згодом заснував єврейську гімназію в Москві (1917), а в еміграції був директором єврейської учительської семінарії в  Ковно (1920—1923) і до кінця життя директором єврейської гімназії. У неї були сестри Лея (1893), Рахіль (1894), брати Бенціон (Бєня, 1900) та Рафаїл (1902). У Вільно родина проживала на вулиці Тамбовській, будинок 8а. З початком Першої світової війни сім'я евакуювалася до Могильова, потім до Вітебська, а з 1917 р. жила в Москві. Тут батьки розлучилися і батько вдруге одружився з лікаркою Амалією Борисівною Фрейдберг (1866—1932).
Член РКП(б) з 1918 року, учасник Громадянської війни в Росії, політпрацівник 2-ї Української та 44-ї дивізій. Делегат X з'їзду РКП(б).
За відмінність при ліквідації Кронштадтського повстання як уповноважена при 7-ї армії нагороджена орденом Червоного прапора.
З 1921 року — слухач східного відділення Військової академії РСЧА, яке закінчила в 1924 році. Була направлена в Розвідувальне управління Польового штабу Червоної армії. Як досвідченого фахівця її відрядили в Китай, де вона з 1924 по 1926 рік під ім'ям Марії Чубарєвої працювала в штабі Південної групи військ і викладала у військовій Академії Вампу. Створила розгалужену агентурну мережу. Після повернення до СРСР одружилася з Йосипом Сахновським і продовжувала служити в Розвідуправлінні.
У 1928 році була звинувачена в троцькізмі, 29 грудня заарештована, 5 січня рішенням ОН НКВС СРСР вислана в Сибір на три роки. Проте 23 грудня 1929 року рішення було скасовано, а Сахновську відновлено у ВКП(б).
У 1932 році була призначена начальником навчального відділу Військово-технічної академії Червоної армії.
У 1932—1934 роках — начальник спецвідділу Розвідупра РСЧА з підготовки партизанів та військових кадрів ІККІ.
На момент арешту обіймала посаду начальника санаторію «Кічкіне» Київського військового округу, за іншими даними — начальник санаторного відділення Сімферопольського військового госпіталю.
Заарештовано 15 квітня 1937 року. Розстріляно 31 липня того ж року за звинуваченням у шкідництві.
29 жовтня 1959 року реабілітована.

## Нагороди
- Орден Червоного Прапора (1921) — наказ РВР № 93.